# Лапко Микола Романович
Микола Романович Лапко (нар. 11 жовтня 1976, Нижнє Висоцьке) — український колишній футболіст.

## Біографія
Вихованець СДЮШОР «Карпати» (тренер — Ярослав Кікоть).
Кар'єра в «Карпатах»: 1993, 2005–07 рр. Дебютував 7-го червня 1993 року в матчі проти запорізького «Металурга». Зіграв 67 матчів. Переможець турніру Першої ліги сезону 2005/2006.
Окрім «Карпат» виступав за команди: «Скала» (Стрий) — 1993 р., ФК «Львів» — 1993–1996, 1999/2000 рр., «Ворскла» (Полтава) — 1997 р., «Прикарпаття» (Івано-Франківськ) — 1998 р., «Копет-Даг» (Ашгабад, Туркменістан) — 1999 р., «Металург» (Запоріжжя) — 2000–2004 рр., «Сімург» (Закатала, Азербайджан) — 2008 р., «Волинь» (Луцьк) — 2008 р.
Закінчив Львівський державний інститут фізичної культури. Мешкає у Львові. Разом з дружиною Нелею виховує двох доньок — Мартіну та Елізабет.
По закінченню кар'єри підтримував форму з аматорськими командами: «Нафтуся» (Східниця) і «Кар'єр» (Торчиновичі)